# Vlachovka
Vlachovka je usedlost v Praze 8-Libni v ulici Zenklova. Je chráněna jako kulturní památka České republiky.

## Historie
Nejpozději v 17. století byla v místech Vlachovky doložena vinice. Usedlost z roku 1720 zničil vpád francouzských vojsk ve 40. letech 17. století a zdejší vinici zdevastovali koně. O tom, že: "vinné keře byly tenkrát vyrvány koňmi a budova na vinici i s nábytkem byla naprosto zdevastována", se zmiňuje i Tereziánský katastr. Vinici s usedlostí obnovil po roce 1775 její nový majitel - augustiniánský klášter.
Roku 1840 je jejím majitelem uváděn Jan Pešek, roku 1840 koupil pozemky a budovy továrník Josef Porges z Portheimu, na konci 19. století patřila statkáři Josefu Chvojkovi. Po 1. světové válce v ní další majitel zřídil pivnici a restauraci.

### Popis
Původní budova na půdorysu nepravidelné podkovy z roku 1720 byla otevřená do velké zahrady. Zahrada v té době zabírala plochu dvou bloků domů a byla řešena osově. Vedla z ní alej k sousední usedlosti Stírka. Pozdně klasicistní dvoukřídlá budova byla na místě viniční usedlosti postavena v polovině 19. století. Je završena trojúhelným štítem, portikus s balkonem v jižním průčelí je nesen toskánskými sloupy. Pásově rustikovanou fasádu v omítce doplňují meziokenní toskánské pilastry. V zahradě u budovy jsou patrné pozůstatky viničních staveb. Celek býval uzavřen ohradní zdí, ze které se dochovala jen část. Dochovaná brána s volutami je zazděná.

### Po roce 1945
Sídlilo zde místní oddělení Veřejné bezpečnosti, po roce 1989 Místní oddělení policie Prahy 8.